# Дёмино (Гомельская область)
Дёмино (бел. Дзёміна) — посёлок в Потаповском сельсовете Буда-Кошелёвского района Гомельской области Белоруссии.
На востоке граничит с лесом.

## География

### Расположение
В 11 км на северо-запад от Буда-Кошелёво, 59 км от Гомеля, 2 км от железнодорожной станции Шарибовка (на линии Жлобин — Гомель).

## Транспортная сеть
Транспортные связи по просёлочной, затем автомобильной дороге Жлобин — Гомель. Планировка состоит из короткой прямолинейной улицы, застроенной деревянными домами усадебного типа.

## История
Основан в конце XIX века. По переписи 1897 года — хутор, в Недайской волости Рогачёвского уезда Могилёвской губернии. Активная застройка посёлка приходится на 1920-е годы. В 1929 году жители посёлка вступили в колхоз. В 1959 году в составе хозяйства Буда-Кошелёвского аграрно-технического колледжа (центр — город Буда-Кошелёво).

## Население

### Численность
- 2018 год — 2 жителя.[источник не указан 1302 дня]

### Динамика
- 1897 год — 1 двор, 10 жителей (согласно переписи).
- 1925 год — 12 дворов.
- 1959 год — 75 жителей (согласно переписи).
- 2004 год — 8 хозяйств, 9 жителей.